# Camelinae
Camelinae — підродина парнопалих ссавців родини верблюдових. До Camelinae належать триби Camelini та Lamini. Третя триба, Camelopini, створена С. Д. Веббом (1965), раніше була включена до неї, але була виключена Дж. А. Гаррісоном (1979) після того, як було показано, що вона поліфілетична: вона складалася з родів Camelops та Megatylopus, які були перенесені до Camelini та Lamini відповідно.

## Таксономія
Назву Camelinae запропонував Грей (1821). Типовий рід — Camelus. Стенлі та ін. (1994) та Руез (2005) віднесли таксон до Camelidae.